# Xi (fleuve)
Pour les articles homonymes, voir Xi (homonymie).
Le Xi (chinois : 西江 ; pinyin : xī jiāng ; pinyin postal : si kiang ; littéralement : fleuve de l'ouest ; parfois appelé « fleuve Hsi ») est un fleuve du sud de la Chine.

## Géographie
- Source
- Confluence avec la Yu
- Embouchure

Le cours d'eau prend ses sources dans la province du Yunnan. Son cours supérieur prend différents noms avant de s'appeler la rivière Xi notamment Nanpan puis Hongshui, Qian et Xun.
Long d'environ 1 800 kilomètres, le Xi Jiang est le troisième plus long cours d'eau de Chine après le Yangzi Jiang et le fleuve Jaune. Dans sa partie est, il fusionne avec le Dong (fleuve de l'est) et le Bei (fleuve du nord) pour former la rivière des Perles et son delta. De nombreuses portions du Xi sont navigables.
Il existe aussi une rivière Xi qui est un affluent mineur du fleuve Jiulong dans le nord-ouest du Xiamen.

## Affluents
- La rivière Yu
- La rivière Qian
- La rivière Li

## Quelques villes sur les rives du fleuve
- Qujing (province du Yunnan
- Laibin (région autonome Zhuang du Guangxi)
- Guiping (région autonome Zhuang du Guangxi)
- Wuzhou (région autonome Zhuang du Guangxi)
- Zhaoqing (province du Guangdong)
- Gaoyao (province du Guangdong)
- Jiangmen (province du Guangdong)
- Zhuhai (province du Guangdong)

## Régime

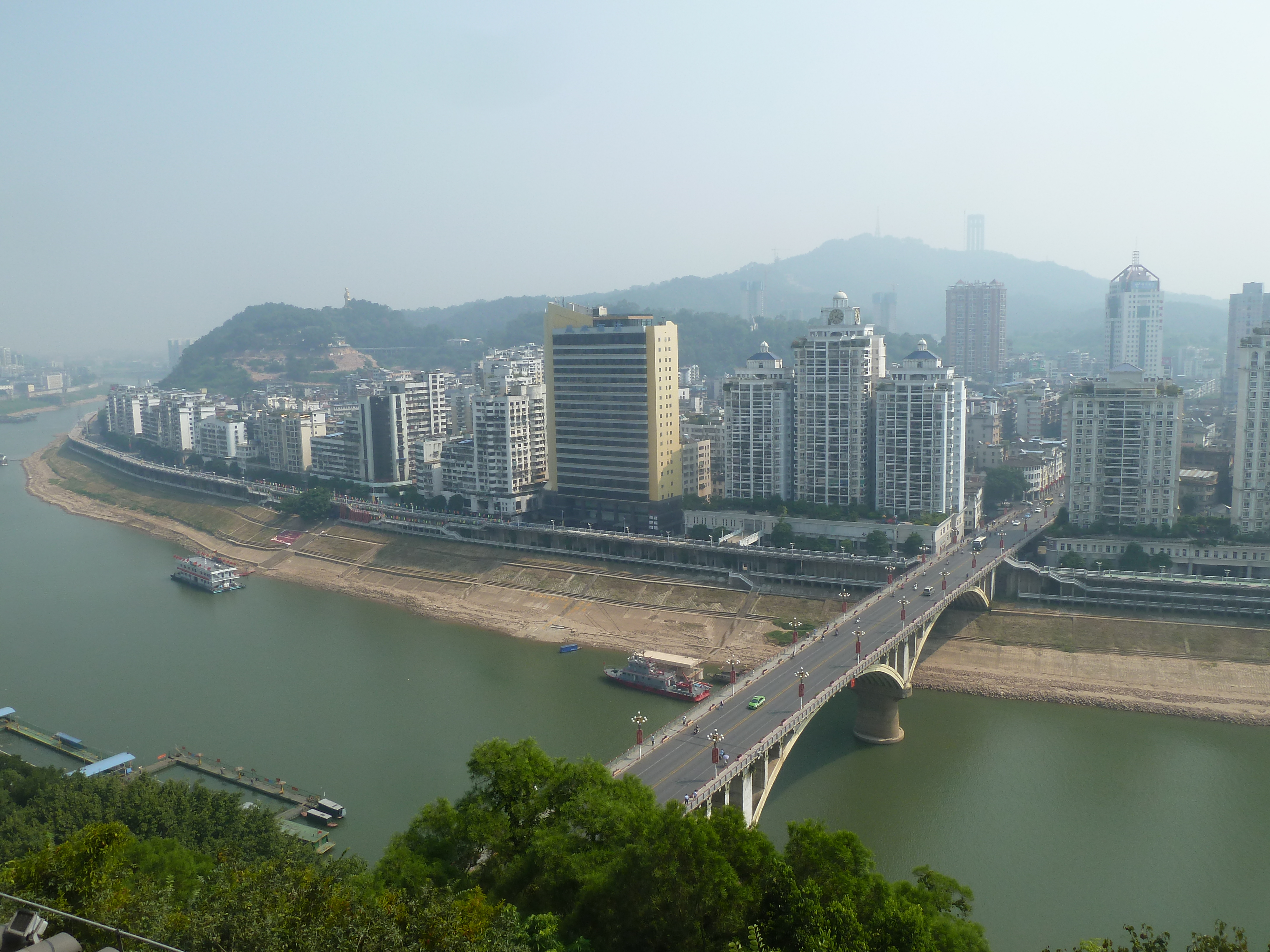
Vue de l'horizon de Wuzhou depuis la tour Hegang

Comme l'ensemble des cours d'eau en Chine, son régime est de type pluvial de mousson d'été.

### Les débits à Wuzhou
Le débit du Xi Jiang a été observé pendant 70 ans (1915-1984) à Wuzhou, chef-lieu de la région autonome Zhuang du Guangxi, située à quelque 385 km de son embouchure dans la mer de Chine méridionale.
À Wuzhou, le débit annuel moyen ou module observé sur cette période était de 6 965 m3/s pour un bassin versant de 329 705 km2 (soit 80 % du bassin versant total du fleuve qui en compte 409 480).
La lame d'eau écoulée dans la partie étudiée du bassin versant atteint ainsi le chiffre de 666 millimètres par an, ce qui doit être considéré comme élevé.